# مطار عجمان الدولي
مطار عجمان هو مطار كان قيد الإنشاء في منطقة المنامة التابعة لعجمان، بتكلفة تبلغ 3.3 مليار دولار. كان من المتوقع ان يتم افتتاحه عام 2018 لكن لم تبداء أعمال الإنشاء وتتم الآن استعمال منطقة المطار لصالح قيادة قوات الأمن الخاصة.